# Alexandre Gonçalves do Amaral
Alexandre Gonçalves do Amaral (* 12. Juni 1906 in Carmo da Mata, Minas Gerais; † 5. Februar 2002 in Uberaba, Brasilien) war ein brasilianischer Geistlicher und römisch-katholischer Erzbischof von Uberaba.

## Leben
Alexandre Gonçalves do Amaral empfing am 22. September 1929 das Sakrament der Priesterweihe für das Erzbistum Belo Horizonte.
Papst Pius XII. ernannte ihn am 5. August 1939 zum Bischof von Uberaba. Der Erzbischof von Belo Horizonte, Antônio dos Santos Cabral, spendete ihm am 29. Oktober desselben Jahres die Bischofsweihe. Mitkonsekratoren waren der Bischof von Aterrado, Manoel Nunes Coelho, und der Bischof von Campanha, Inocêncio Engelke OFM.
Mit der Erhebung des Bistums zum Erzbistum Uberaba durch Papst Johannes XXIII. am 14. April 1962 wurde er zum ersten Erzbischof von Uberaba ernannt. Er nahm an allen vier Sitzungsperioden des Zweiten Vatikanischen Konzils als Konzilsvater teil.
Am 14. Juli 1978 nahm Papst Paul VI. seinen vorzeitigen Rücktritt an.